# BMCI
BMCI S.A. (Banque Marocaine pour le Commerce et l'Industrie; arabisch البنك المغربي للتجارة والصناعة, DMG al-Bank al-maġribī li-t-tiǧāra wa-ṣ-ṣināʿa) ist eine marokkanische Bank mit Sitz in Casablanca. Sie ist eine der führenden marokkanischen Bankengruppen. Die Aktivitäten der Gruppe gliedern sich in 3 Bereiche:
- Retail- und Finanzbanking: Vertrieb von Standard- und Spezialbankprodukten und –dienstleistungen
- Market und Investment Banking: vor allem Börsenvermittlung (Nr. 2 in Marokko), Geschäfte an der Börse und an den Aktienmärkten, Beratung bei Fusionen und Übernahmen usw.
- Vermögensverwaltung.

Ende 2021 verwaltete die Gruppe 42,4 Milliarden MAD an laufenden Einlagen. Mehrheitsaktionär ist die französische Großbank BNP Paribas (66,74 % Anteile).
Die Aktien sind an der Bourse de Casablanca notiert und sowohl Teil des Moroccan All Shares Index (MASI) als auch des MASI 20, dem Index der 20 meist gehandelten Unternehmen.

BMCI - Zentrale in Casablanca

## Geschichte
Ende des 19. Jahrhunderts hatte das Comptoir national d'escompte de Paris – ein Vorläufer der französischen Banque Nationale de Paris (BNP), aus der die heutige Bank BNP Paribas hervorgegangen ist – Beteiligungen in Marokko, während ab 1902 die Banque de Paris et des Pays-Bas das Sherifian-Imperium in Marokko mitfinanzierte.
Ab 1906 spielte die Banque de Paris et des Pays-Bas (Paribas) als Investmentbank eine wichtige Rolle bei der Entwicklung der marokkanischen Wirtschaft in der ersten Hälfte des zwanzigsten Jahrhunderts, insbesondere bei der Kreditfinanzierung. Sie stützte sich auf ihre verschiedenen Beteiligungen wie Génaroc oder l’Omnium nord-africain und beteiligte sich in Zusammenarbeit mit der Banque d’Etat du Maroc (BEM) aktiv an der Finanzierung der Infrastruktur des Landes (Eisenbahn, Elektrizität, Straßenverkehr, Bergbau usw.).
Kredite an Marokko, darunter die von 1902 und 1904 durch die Banque de Paris et des Pays-Bas, trugen zur Finanzierung der Ersten Marokkokrise bei, die zur Gründung Marokkos führte. Mit diesen Krediten waren jedoch hohe Zinsraten vereinbart. Frankreich, das Zahlungsgarantien beanspruchte, übernahm nach Zahlungsverzug die Kontrolle über die marokkanischen Zölle, was dazu führte, dass es 1912 als französisches Protektorat in Marokko die Kontrolle über das Land übernahm.
BNP ihrerseits hat ihre Aktivitäten in Marokko seit 1940 über ihre marokkanische Tochtergesellschaft BNCIA (Banque Nationale pour le Commerce et l'Industrie en Afrique) ausgebaut.
Die BMCI (Banque Marocaine pour le Commerce et l'Industrie) wurde 1943 gegründet.
1950 eröffnete Paribas eine Filiale in Casablanca, die 1974 mit der Banque Worms zur Société Marocaine de Dépôt et de Crédit fusionierte.
Zwischen 1994 und 1997 leitete BMCI einen Umstrukturierungsprozess ein. Im Jahr 2001 übernahm BMCI die ehemalige ABN Amro Bank Morocco und baute so ihr Geschäftsfeld weiter aus.